# Hydroxid rubidný
Hydroxid rubidný (RbOH) je alkalická chemická sloučenina, která je tvořena jedním kationtem rubidia a jedním hydroxidovým aniontem. V přírodě se s ním prakticky nesetkáme. Tento hydroxid je komerčně dostupný ve formě 50% roztoku. Je velice žíravý.

## Získávání a využití
Hydroxid rubidný se získává velice bouřlivou syntézou z oxidu rubidného, kdy slučujeme vodu s tímto oxidem rubidia:
Rb2O (s) + H2O (l) → 2 RbOH (aq)
Tento hydroxid je v průmyslové výrobě využíván zřídkakdy, neboť téměř všechny hydroxidy zastupují hydroxid draselný a hydroxidem sodným se kterými se pracuje mnohem bezpečněji, než s tímto, neboť je silně žíravý.
Z tohoto hydroxidu se dá také připravit kovové rubidium tím způsobem, že se na něj nechá v proudu vodíku působit hořčík.